# قرار مجلس الأمن التابع للأمم المتحدة رقم 367
قرار مجلس الأمن التابع للأمم المتحدة رقم 367، الصادر في 12 مارس 1975، بعد تلقي شكوى من حكومة جمهورية قبرص، دعا المجلس مرة أخرى جميع الدول إلى احترام سيادة جمهورية قبرص واستقلالها وسلامتها الإقليمية وعدم انحياز جمهورية قبرص.
وأعرب المجلس عن أسفه للإعلان الانفرادي لـ "دولة تركية موحدة"، على الرغم من أنه لم يرغب في الحكم المسبق على التسوية السياسية النهائية للمشكلة. ويستمر القرار بعد ذلك للدعوة إلى التنفيذ العاجل والفعال لقرار الجمعية العامة 3212، ليطلب من الأمين العام أن يقوم بمهمة جديدة لعقد الأطراف ويدعوها إلى التعاون. ودعا المجلس في النهاية جميع الأطراف المعنية إلى الامتناع عن أي عمل من شأنه أن يعرض المفاوضات للخطر ويطلب من الأمين العام أن يبقيه على علم بتنفيذ القرارات.
وقد اعتمد القرار بدون تصويت.